# Željka Antunović
Željka Antunović (ur. 15 września 1955 w Viroviticy) – chorwacka polityk i ekonomistka, parlamentarzystka, była wicepremier i minister, w 2007 p.o. przewodniczącego Socjaldemokratycznej Partii Chorwacji (SDP).

## Życiorys
Ukończył studia ekonomiczne na Wydziale Handlu Zagranicznego Uniwersytetu w Zagrzebiu. Pod koniec lat 90. ukończyła kurs z zakresu rozwoju na Harvard University. Od 1980 pracowała w dziale finansowym przedsiębiorstwie przemysłu spożywczego. Od 1984 do 1993 była zatrudniona w stołecznej spółce mieszkaniowej. W latach 1993–1995 udzielała się jako redaktor i konsultant czasopisma „Računovodstvo i financije”. Jest autorką artykułów naukowych z zakresu finansów i gospodarki.
W działalność polityczną zaangażowała się na początku lat 90. jako działaczka partii Socjaldemokratów Chorwacji. Po zjednoczeniu z postkomunistyczną Socjaldemokratyczną Partią Chorwacji została członkinią tego ugrupowania. Była radną w Zagrzebiu (1993–1995, 1997–1998). W 1995, 2000 i 2003 uzyskiwała mandat deputowanej do Zgromadzenia Chorwackiego. Pełniła funkcję prezesa forum kobiet SDP, a w 2000 została wiceprzewodniczącą socjaldemokratów.
27 stycznia 2000 została wicepremierem w koalicyjnym rządzie Ivicy Račana. W drugim gabinecie tego samego premiera była jednocześnie ministrem obrony (od 30 lipca 2002 do 23 grudnia 2003). 11 kwietnia 2007 została pełniącą obowiązki przewodniczącej SDP (po rezygnacji Ivicy Račana, który zmarł kilkanaście dni później). 2 czerwca 2007 ubiegała się o funkcję przewodniczącej, jednak na konwencji partyjnej pokonał ją ostatecznie Zoran Milanović. W wyborach parlamentarnych w tym samym roku po raz czwarty uzyskała mandat deputowanej, została następnie wiceprzewodniczącą parlamentu VI kadencji. W 2011 nie ubiegała się o reelekcję.
Željka Antunović jest mężatką, ma dwoje dzieci.